# 宮城野村
宮城野村（みやぎのむら）は、神奈川県の西部に位置し、足柄下郡に属していた村。

## 地理
神奈川県の西に位置し、北に早川が位置する。
- 山:早雲山、明星ヶ岳
- 河川:早川

### 隣接していた自治体
- 神奈川県
  - 小田原市
  - 足柄下郡温泉村、湯本町、仙石原村、箱根町
  - 足柄上郡南足柄町

## 歴史
- 1889年（明治22年） - 宮ノ下 - 宮城野間に人力車を通す有料道路が開通[1]。
  - 4月1日 - 町村制の施行により、足柄下郡宮城野村が単独で自治体を形成。
- 1904年（明治37年） - 宮城野 - 芦ノ湖畔に人力車道が敷設される[2]。
- 1910年（明治43年）9月30日 - 現在の国道1号（箱根湯本方面 - 宮ノ下交差点）および国道138号（宮ノ下交差点-仙石原方面）の道路が、国道58号（東京ヨリ靜岡縣ニ達スル別路線）に指定される[3]。
- 1914年（大正3年） - 強羅公園が開園。
- 1919年（大正8年）6月1日 - 小田原電気鉄道鉄道線（現・小田急箱根鉄道線）二ノ平駅および強羅駅が開業。
- 1921年（大正10年）12月1日 - 小田原電気鉄道鋼索線（現・小田急箱根鋼索線）が開業する。
- 1936年（昭和11年）2月1日 - 村域の一部が、富士箱根国立公園（後の富士箱根伊豆国立公園）となる。
- 1953年（昭和28年）5月18日 - 二級国道138号富士吉田小田原線（後の国道138号）が設置され、終点が置かれる。
- 1955年（昭和30年）10月31日 - 神奈川県内を行幸啓中の昭和天皇、香淳皇后が環翠楼に宿泊。歓迎の大文字焼きや花火が行われた（天皇自身は幼少期に宮城野村に幾度も訪れている）[4]。
- 1956年（昭和31年）9月30日 - 箱根町、湯本町、温泉村、仙石原村と新設合併し、改めて箱根町が発足。同日宮城野村廃止。

## 交通

### 鉄道
- 箱根登山鉄道
  - 鉄道線：二ノ平駅 - 強羅駅
  - 鋼索線：強羅駅 - 公園下駅 - 公園上駅 - 中強羅駅 - 上強羅駅 - 早雲山駅

### 道路
- 一級国道1号 - 現在の国道1号

## 名所・旧跡・観光スポット・祭事・催事
- 富士箱根伊豆国立公園
- 箱根温泉
  - 二ノ平温泉、強羅温泉、宮城野温泉
- 強羅ホテル